# Луций Рубелий Гемин
Луций Рубелий Гемин (на латински: Lucius Rubellius Blandus) e политик и сенатор на ранната Римска империя.

## Биография
Произлиза от фамилията Рубелии от Тибур. Той е внук на Рубелий Бланд (конник и учител по реторика) и син на Рубелий (проконсул на провинция Крета и Кирена). Брат е на Гай Рубелий Бланд (суфектконсул 18 г.).
През 29 г. Рубелий е консул заедно с Гай Фуфий Гемин. Суфектконсули тази година стават Авъл Плавций и Луций Ноний Аспренат.